# Renealmia striata
Renealmia striata là một loài thực vật có hoa trong họ Gừng. Loài này được Jonathan S. Stokes miêu tả khoa học đầu tiên năm 1830 dưới danh pháp Amomum striatum. Năm 2013, dựa theo Rafaël Herman Anna Govaerts, Paulus Johannes Maria Maas chuyển nó sang chi Renealmia.